# Veronica (película de 1972)
Veronica es una película musical rumana de 1972 dirigida por Elisabeta Bostan. Fue seleccionada como la entrada rumana a la Mejor Película en Lengua Extranjera en los 46.ª Premios de la Academia, pero no fue nominada.

## Reparto
- Lulu Mihăescu como Veronica
- Margareta Pîslaru como El Profesor/Directora y la feria
- Dem Rădulescu como Dănilă el Tomcat / El Cocinero
- Vasilica Tastaman como "La zorra"
- Angela Moldovan como Smaranda
- George Mihăiță como el ratón Aurică
- Mihai Stan como the Raven
- Vali Niculescu como El ratón Mini-Cranț
- Cornel Patrichi como la Mosca de Fuego
- Ștefan Thury
- Manuela Hărăbor como La niña en el orfanato
- Adrian Vîlcu como Niño pequeño